# گرین بی (آلاباما)
گرین بی (به انگلیسی: Green Bay) یک منطقهٔ مسکونی در ایالات متحده آمریکا است که در شهرستان کاوینگتون، آلاباما واقع شده‌است. گرین بی ۷۸٫۹۴ متر بالاتر از سطح دریا قرار دارد.